# Abadía de Murbach
La abadía de Murbach es una abadía de Francia situada en Alsacia, en el fondo del valle de Guebwiller, los Vosgos, después del municipio de Buhl, en una bifurcación que conduce a Murbach. Desde este lugar son visibles las dos altas torres, vestigios de una célebre abadía románica. La abadía se contaba entre las más ricas e influyentes del Sacro Imperio Romano Germánico.
San Pirminius encontró este pequeño valle encajonado propicio para el paseo y la meditación, por lo que en 727 decidió fundar un monasterio que con los años se convertiría en una de las abadías benedictinas más influyentes de la región. Esta ejercía su influencia sobre más de trescientas localidades de los alrededores. Los abades, que procedían de buenas familias, poseían minas, una biblioteca impresionante y acuñaron su propia moneda. La gente del pueblo solía utilizar la frase «Más orgulloso que el perro de Murbach». Y es que el blasón de la abadía, sobre la clave de bóveda del porche de entrada, representa un galgo negro dispuesto a abalanzarse sobre su presa, símbolo de la nobleza de los clérigos.

## Iglesia abacial Saint-Léger

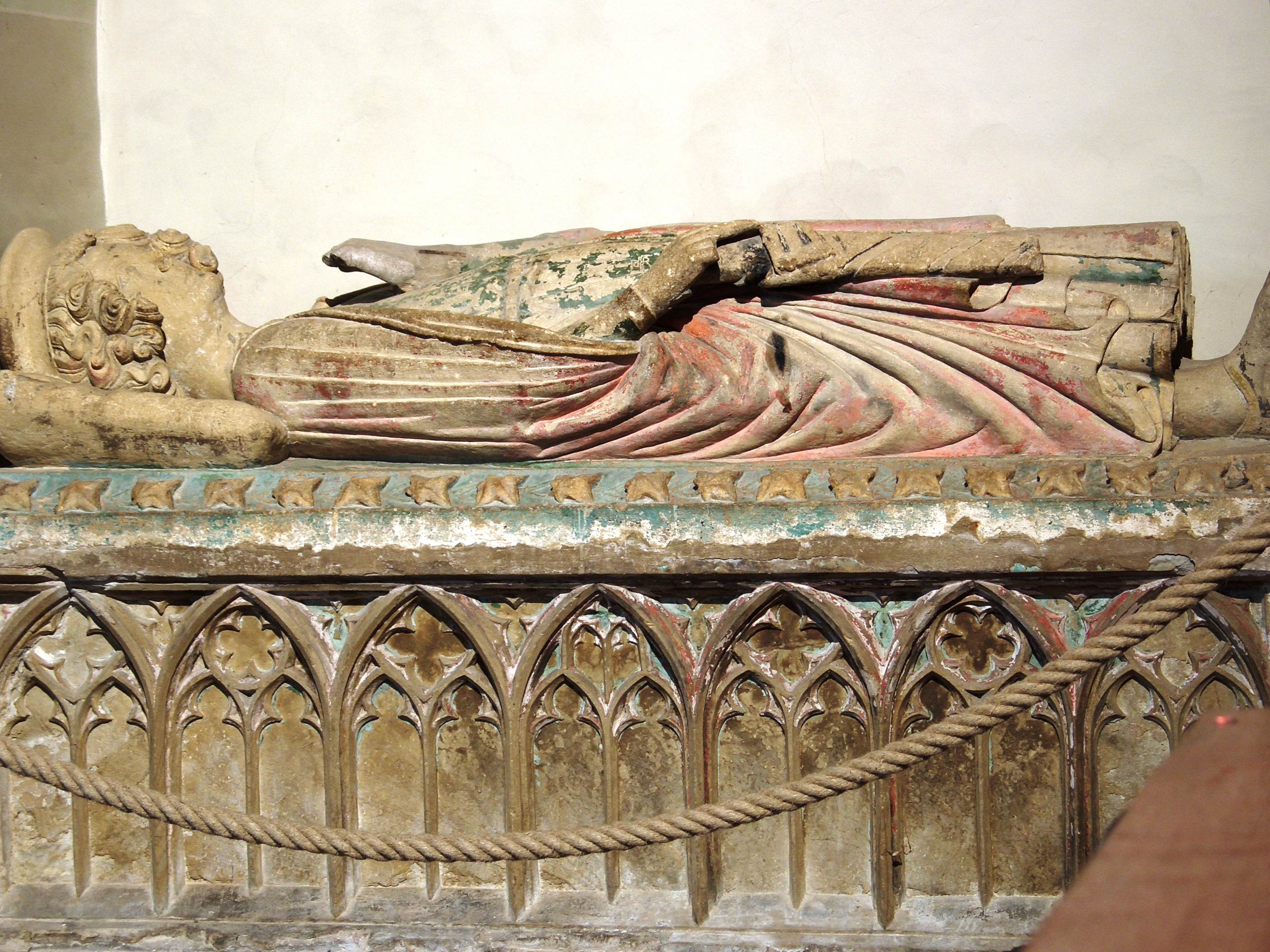
La estatua yacente del conde Eberhard.

La iglesia abacial de Murbach está considerada como una de las grandes obras maestras del arte románico renano. Fue construida a mediados del siglo XII y consagrada en 1216 por el obispo de Basilea Heinrich, en honor de la Trinidad, de la Santa Cruz, de la Virgen María y de San Léger.
Las tres naves fueron derribadas en 1738, para dejar lugar a un edificio barroco que no se llegó a hacer. La iglesia abacial se convirtió en iglesia parroquial de Murbach en 1760.
Ha sido restaurada en varias ocasiones, la última en 1981-1986. Al final de esta última restauración, la iglesia ha recibido dos nuevas puertas en bronce y tres nuevas campanas.
La cabecera es la parte más destacable del edificio. Su muro está rematado por esculturas dispuestas en el amplio triángulo superior. Tras una galería de 17 columnas diferentes están dispuestas sobre dos pisos de ventanas.
En el interior se encuentra el sarcófago de siete monjes muertos por los húngaros en 926, la estatua yacente del conde Eberhard (siglo XIV) y un órgano.

## Órgano

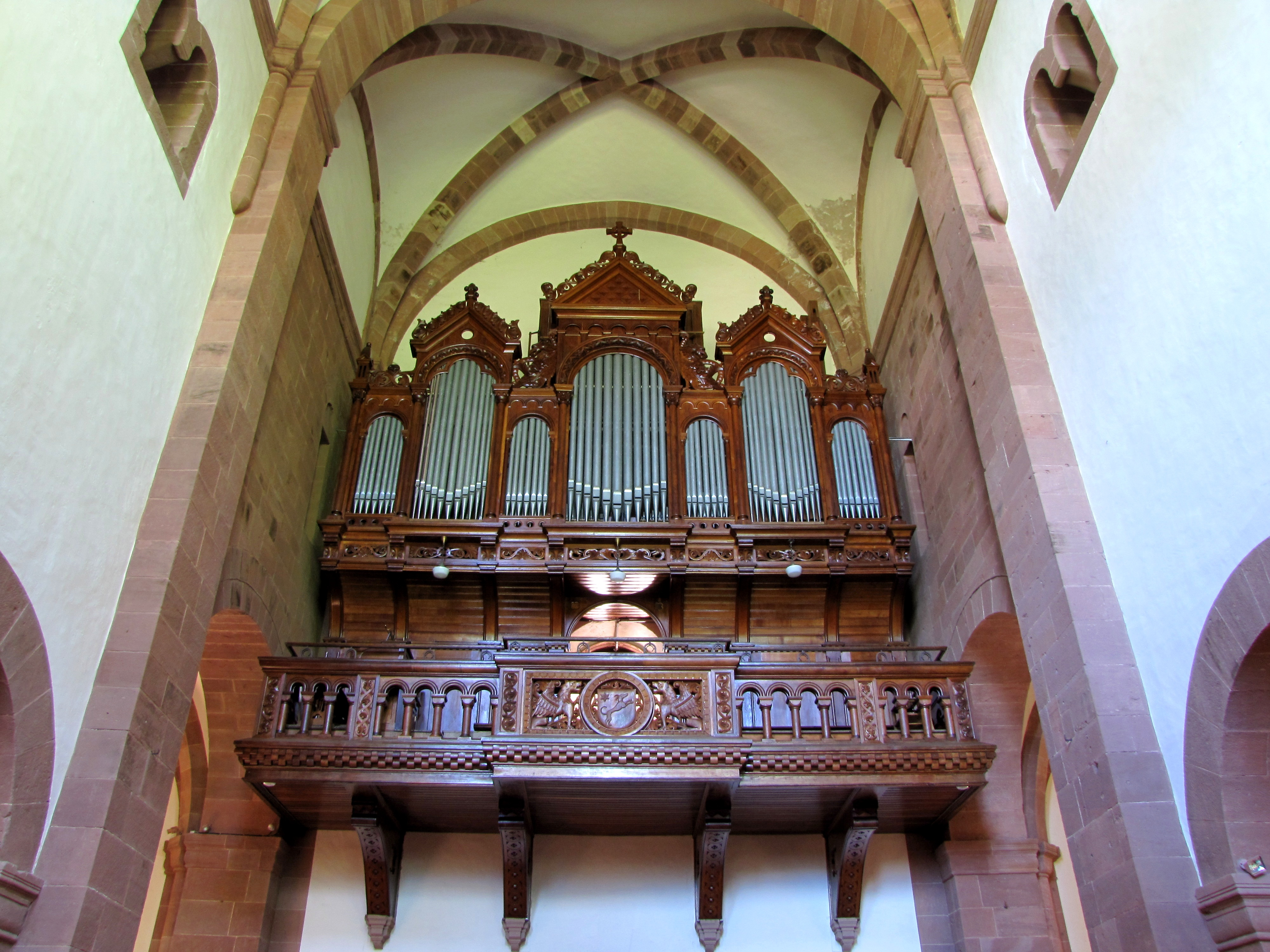
El órgano.

El órgano de la abadía de Murbach fue construido por el organero Jean Fickinger el año 1871 y ha sido restaurado recientemente.
En 1691, un primer órgano, de procedencia desconocida, fue reconstruido por Antoine Geiger (1640-1711, benedictino de Faverney). Este instrumento fue quizás reemplazado antes de 1738 por un órgano de Johann Friedrich Macrander.
En 1738, los canónigos derribaron ellos mismos su abadía para ser transferidos a la ciudad. Lo que quedaba de la abadía (el crucero y el coro) se convirtió en iglesia parroquial en 1820. En 1871, Jean Fickinger colocó un órgano nuevo en Murbach. Es sobre este instrumento que Edmond-Alexandre Roethinger trabajó en 1894.
El 6 de mayo de 1906, Martin Rinckenbach y su hijo Joseph añadieron su Opus 92, de 20 juegos sobre dos teclados y pedal, típico de su producción de la época. Las maderas de la tribuna son de Boehm de Mulhouse.